# Хай-дайвінг на Чемпіонаті світу з водних видів спорту 2013
Змагання з хай-дайвінгу  на Чемпіонаті світу з водних видів спорту 2013 відбулися 29 і 31 липня 2013 року в Порт-Велл у Барселоні (Іспанія).

## Дисципліни
Змагання серед чоловіків складалися з п'яти раундів, серед жінок - з трьох.

## Розклад змагань
| Дата          | Час   | Раунд                  |
| ------------- | ----- | ---------------------- |
| 29 липня 2013 | 16:00 | Чоловіки, раунди 1 і 2 |
| 30 липня 2013 | 16:00 | Жінки, фінал           |
| 31 липня 2013 | 16:00 | Чоловіки, фінал        |

## Медальний залік

### Таблиця медалей
*   Країна-господарка
| Місце               | Країна              | Золото | Срібло | Бронза | Загалом |
| ------------------- | ------------------- | ------ | ------ | ------ | ------- |
| 1                   | США                 | 1      | 1      | 0      | 2       |
| 2                   | Колумбія            | 1      | 0      | 0      | 1       |
| 3                   | Велика Британія     | 0      | 1      | 0      | 1       |
| 4                   | Мексика             | 0      | 0      | 1      | 1       |
| 4                   | Німеччина           | 0      | 0      | 1      | 1       |
| Загалом (5 збірних) | Загалом (5 збірних) | 2      | 2      | 2      | 6       |

### Медалі за дисциплінами
| Дисципліна | Золото                  | Золото | Срібло                      | Срібло | Бронза                    | Бронза |
| ---------- | ----------------------- | ------ | --------------------------- | ------ | ------------------------- | ------ |
| Чоловіки   | Орландо Дуке · Колумбія | 590.20 | Ґері Гант · Велика Британія | 589.30 | Хонатан Паредес · Мексика | 578.35 |
| Жінки      | Сесілія Карлтон · США   | 211.60 | Джінджер Губер · США        | 206.70 | Анна Бадер · Німеччина    | 203.90 |